# Rincón de Pacheco
Rincón de Pacheco es una localidad uruguaya del departamento de Artigas.

## Ubicación
La localidad se encuentra situada en la sureste del departamento de Artigas, junto a las costas del río Cuareim, límite con Brasil.

## Población
Según el censo de 2011 la localidad contaba con una población de 27 habitantes.
| 27            |
| (Fuente: INE) |